# Wspólnota administracyjna Gunzenhausen
Wspólnota administracyjna Gunzenhausen – wspólnota administracyjna (niem. Verwaltungsgemeinschaft) w Niemczech, w kraju związkowym Bawaria, w rejencji Środkowa Frankonia, w regionie Westmittelfranken, w powiecie Weißenburg-Gunzenhausen. Siedziba wspólnoty znajduje się w mieście Gunzenhausen, przy czym ono nie jest jej członkiem.
Wspólnota administracyjna zrzesza jedną gminę targową (Markt) oraz trzy gminy wiejskie (Gemeinde): 
- Absberg, gmina targowa, 18,98 km², 1 288
- Haundorf, 51,34 km², 2 633
- Pfofeld, 23,88 km², 1 489
- Theilenhofen, 20,33 km², 1 140